# Nacozari de García
Pour la municipalité, voir Nacozari de García (municipalité).
Nacozari de García est une petite ville minière entourée par la municipalité de Nacozari de García dans le Nord-Est de l'État de Sonora au Mexique. Elle a une population de 11 193 habitants en 2000.